# Montigny-en-Gohelle
Montigny-en-Gohelle là một xã trong vùng Hauts-de-France, thuộc tỉnh Pas-de-Calais, quận Lens, tổng Montigny-en-Gohelle. Tọa độ địa lý của xã là 50° 25' vĩ độ bắc, 2° 55' kinh độ đông. Montigny-en-Gohelle nằm trên độ cao trung bình là 32 mét trên mực nước biển, có điểm thấp nhất là 23 mét và điểm cao nhất là 42 mét. Xã có diện tích 3,5 km², dân số vào thời điểm 1999 là 10.558 người; mật độ dân số là 3017 người/km².

## Thông tin nhân khẩu
| 1962  | 1968  | 1975  | 1982   | 1990   | 1999   |
| ----- | ----- | ----- | ------ | ------ | ------ |
| 8.787 | 8.908 | 9.232 | 11 140 | 10 629 | 10 558 |